# Фасио, Сара
Сара Фасио (исп. Sara Facio; 18 апреля 1932, Буэнос-Айрес, Аргентина — 18 июня 2024, Буэнос-Айрес) — аргентинская женщина-фотограф. Наибольшую известность ей принесла совместная работа с Алисией д’Амико, в рамках которой они фотографировали различных известных деятелей культуры, в том числе аргентинских писателей и поэтов Хулио Кортасара, Марию Елену Уолш и Алехандру Писарник. Фасио также сыграла важную роль в основании издательства, где публиковались работы латиноамериканских фотографов, и в создании престижного выставочного пространства для фотографов в Аргентине.

## Биография
Сара Фасио родилась в Аргентине в 1932 году. В 1953 году она окончила Национальную академию изящных искусств. Впоследствии она работала ассистенткой аргентинской женщины-фотографа Аннемари Генрих, а в 1957 года начала делать и свои собственные фотоработы.

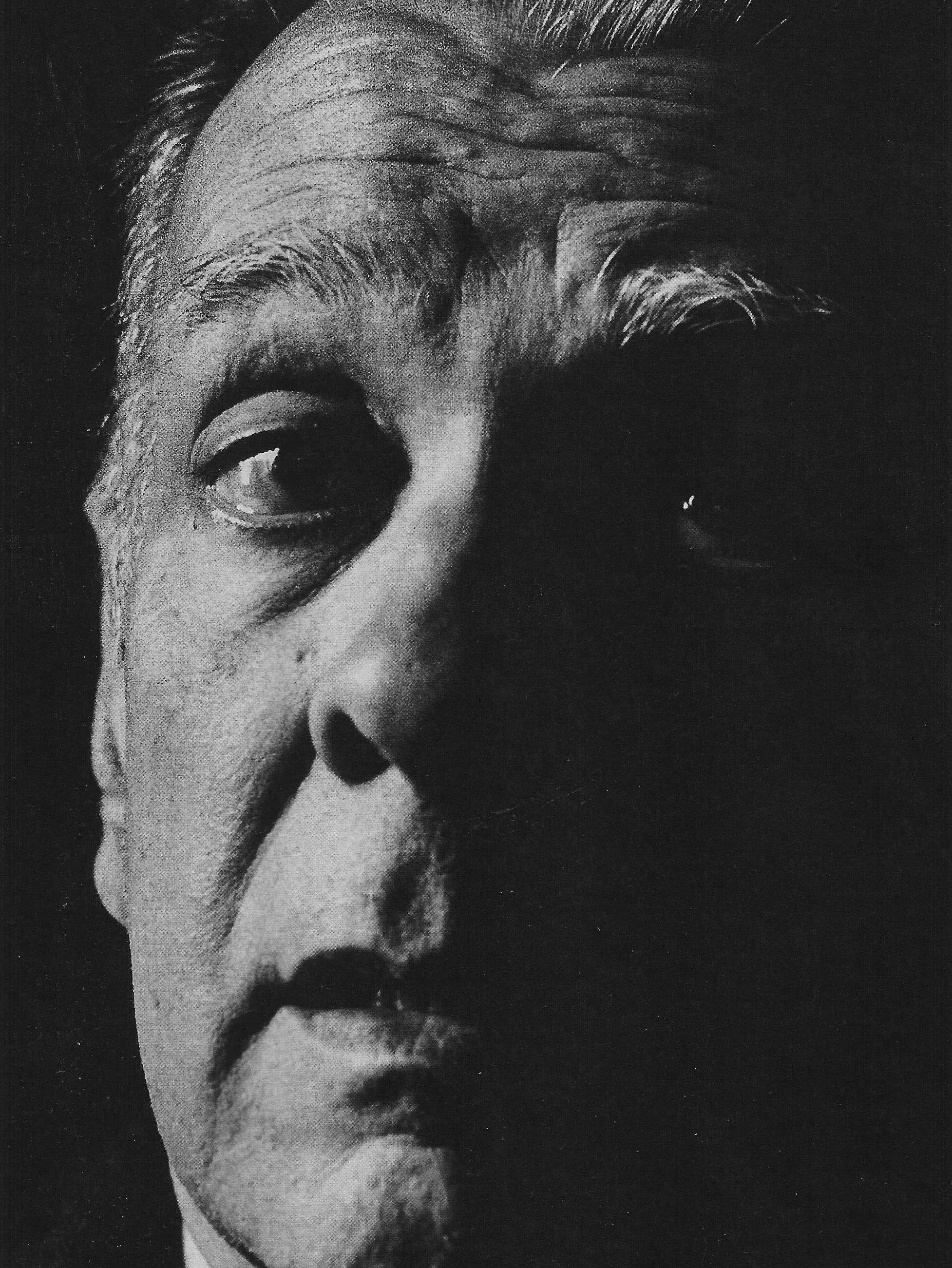
Фотография Хорхе Луиса Борхеса, сделанная Сарой Фасио в 1968 году в Национальной библиотеке Аргентины, в которой писатель работал директором

В 1960 году Фасио и женщина-фотограф Алисия д’Амико, бывшая её ровесницей, открыли совместную фотостудию. В 1973 году Фасио вместе с гватемальской женщиной-фотографом Марией Кристиной Ориве основали издательство La Azotea, специализировавшееся на выпуске фотокниг и ставшее первым такого рода в Латинской Америке. В 1985 году Фасио основала фотогалерею при Муниципальном театре Сан-Мартин, которая стала одним из самых известных выставочных пространств в Аргентине. Фасио была директором этой галереи до 1998 года. В 1996 году она проиллюстрировал «Мануэлиту», сборник стихов аргентинской поэтессы Марии Елены Уолш. Масштабная выставка её работ, сделанных в период с 1972 по 1974 год и посвящённых влиянию политики Хуана Доминго Перона на жизнь страны, прошла в Музее латиноамериканского искусства в Буэнос-Айресе в 2018 году.
Работы Фасио находятся в собрании Музея современного искусства в Нью-Йорке.
Умерла 18 июня 2024 года в Буэнос-Айресе, Аргентина, в возрасте 92 лет.